# تشارلز لامبي
هذه المقالة عن أميرال الأسطول. لوالد تشارلز لامبي ، الخدمة الجوية البحرية الملكية وضابط سلاح الجو الملكي البريطاني ، انظر تشارلز لافيروك لامبي .
 أمير الأسطول السير تشارلز إدوارد لامب (مواليد 20 ديسمبر 1900 - 29 أغسطس 1960) كان ضابطًا كبيرًا في البحرية الملكية .
حارب في الحرب العالمية الثانية في قيادة طراد ، كمدير للخطط البحرية ثم في قيادة حاملة طائرات .
شغل منصب لورد البحر الأول ورئيس هيئة الأركان البحرية من عام 1959 حتى عام 1960 عندما أجبر على التقاعد مبكرًا بسبب حالة قلبية. توفي بعد بضعة أشهر فقط.

## عمله في البحرية
ولد ابنا لهنري إدوارد لامبي وليليان هوب لامبي (ني برامويل) ،  تلقى لامبي تعليمه في الكلية البحرية الملكية ، أوزبورن . انضم إلى البحرية الملكية كطالب في عام 1914 وتم ادخاله كضابط في السفينة الحربية امبيرور الهندية في 15 أغسطس 1917 ؛ وبقي فيها حتى نهاية الحرب العالمية الأولى .

## عائلته
في عام 1940 ، تزوج لامبي من ليسبيا راشيل ميليوس (née Corbet) ؛ كان لديهم ابن واحد وابنة واحدة.

## وصلات خارجية
- تشارلز لامبي على موقع مونزينجر (الألمانية)